# Doyenné de la Plaine de Caen
Le doyenné de la Plaine de Caen est une circonscription du diocèse de Bayeux et Lisieux qui en comporte cinq. Il a été créé le 1er septembre 2024 par Jacques Habert, évêque de Bayeux et Lisieux.

## Histoire
Sous l'Ancien Régime, il existait un doyenné de Caen qui correspondait à une partie de la ville de Caen et à ses alentours immédiats. Ce doyenné regroupait 18 paroisses. Dans la seconde moitié du XXe siècle, il prit le nom de doyenné de l'agglomération caennaise et avant sa disparition fin 2014, il regroupait huit paroisses s'étendant sur quinze communes.
Entre 2015 et 2024, le diocèse fut organisé en dix pôles missionnaires à l'initiative de Jean-Claude Boullanger.
Son successeur, Jacques Habert, après deux années de réflexions et de consultations menées dans l'ensemble du diocèse, a refondé son organisation et créé cinq doyennés dont dépendent les quinze nouvelles paroisses instituées par ordonnance du 31 mai 2024. Le texte fixe en post-liminaire au 1er septembre 2024 la mise en application de ces nouvelles dispositions avec possibilité de révision « au bout de deux ans après un temps ad experimentum ».
Dans une démarche synodale, les catholiques des quinze paroisses ont été invités à présenter à l'évêque des propositions de nouveaux noms comportant un nom de saint associé à une indication géographique représentative du territoire élargi de la division ecclésiastique. 
L'évêque a fait savoir le 10 juin 2024 qu'il nommait doyen de la Plaine de Caen le père Laurent Berthout, curé de la paroisse Notre-Dame de la Délivrande, en résidence dans cette commune. Le doyenné est accompagné dans sa mission par un vicaire général : le père Olivier Ruffray.

## Limites
Ce doyenné correspond grosso modo au bassin de vie de l'aire de Caen jusqu'à la côte, tel qu'il est reconnu dans le diocèse.

## Paroisses
Le doyenné comprend cinq paroisses.

### La paroisse Bon Pasteur de Caen
Elle s'étend sur cinq communes et regroupe, à Caen, les clochers de Notre-Dame-de-l’Assomption (la Gloriette),  Saint-André du Calvaire Saint-Pierre, Saint-Bernard de la Pierre-Heuzé,  Saint-Étienne,  Saint-Gilles,  Saint-Jean-Baptiste,  Saint-Joseph du Chemin-Vert,  Saint-Julien,  Saint-Ouen,  Saint-Paul, Saint-Pierre, Saint-Sauveur, et Sainte-Claire de la Folie-Couvrechef ainsi que les communautés locales catholiques des communes de Blainville-sur-Orne, d'Hérouville-Saint-Clair (à l'exception du hameau de Sainte-Honorine-de-la Chardrone) , d'Épron et de Saint-Germain-la-Blanche-Herbe. 
Les catholiques de la paroisse se sont organisés en trois communautés locales : Saint-Étienne autour des clochers de Saint-Étienne et de Saint-Ouen ; Sainte-Trinité autour des clochers de Saint-Jean-Baptiste, de l'abbaye-aux-Dames, de Saint-Sauveur et de Notre-Dame de la Gloriette ; Saint-François autour des clochers de Saint-François d'Hérouville-Saint-Clair, de Saint-Bernard de la Pierre-Heuzé et de Saint-Gerbord de Blainville-sur-Orne. La paroisse comprend aussi une fraternité de proximité animée, avec une équipe de laïcs, par des religieuses du Carmel Saint-Joseph implanté depuis 2020 à Caen. Cette fraternité pratique l'accueil au tout-venant au Centre spirituel Saint-Pierre. Relèvent aussi de la paroisse l'aumônerie des étudiants (place Reine-Mathilde), la chorale des jeunes Chaïreté, la pastorale des jeunes et des vocations (à la Maison diocésaine), le groupe Praize Up, groupe de pop louange ainsi que divers groupements d'entraide vestimentaire et alimentaire et un centre d'hébergement transitoire pour migrants porté par l'association Le Temps d'un Toit. La paroisse comprend aussi une maison des Petites Sœurs des Pauvres (accueil des personnes âgées), le sanctuaire marial du Petit Lourdes situé à Hérouville, un monastère de la Visitation en centre-ville et le Carmel de la Trinité de Caen, situé rue du Clos Beaumois, qui accueille les sœurs ainées de divers carmels, leur permettant de poursuivre leur vie de prière aussi longtemps que possible dans des lieux adpatés. 

### La paroisse Notre-Dame de la Délivrande
Elle regroupe les communautés locales catholiques des communes d' Anisy, Banville, Basly, Bazenville, Bénouville, Bény-sur-Mer, Bernières-sur-Mer, Biéville-Beuville, Cairon, Cambes-en-Plaine, Colleville-Montgomery, Colombiers-sur-Seulles, Colomby-Anguerny, Crépon, Cresserons Courseulles-sur-Mer, Creully sur Seulles, Douvres-la-Délivrande, Fontaine-Henry, Graye-sur-Mer, Hermanville-sur-Mer, Langrune-sur-Mer, Le Fresne-Camilly, Lion-sur-Mer, Luc-sur-Mer, Mathieu, Moulins-en-Bessin, Ouistreham, Périers-sur-le Dan, Plumetot, Ponts sur Seulles, Reviers, Saint-Aubin-d’Arquenay, Saint-Aubin-sur-Mer, Saint-Contest, Sainte-Croix-sur-Mer, Thaon, Ver-sur-Mer, Villons-les-Buissons.

### La paroisse Sainte-Claire de l'Ouest de Caen
Cette paroisse regroupe le clocher de Saint-Gerbold de Venoix à Caen (frontière nord-est délimitée par le boulevard Georges Pompidou côté impair, le boulevard  André Detolle côté pair, le boulevard Yves Guillou côté impair et la D405) ainsi que les communautés locales catholiques des communes d’Amayé-sur-Orne, Authie, Avenay, Baron-sur-Odon, Bougy, Bretteville-sur-Odon, Carpiquet, Esquay-Notre-Dame, Éterville, Évrecy, Feuguerolles-Bully, Fontaine-Étoupefour, Gavrus, Grainville-sur-Odon, La Caine, Louvigny, Maizet, Maltot, Mondrainville, Montigny, Mouen, Préaux-Bocage, Rosel, Rots, Saint-Manvieu-Norrey, Sainte-Honorine-du-Fay, Thue et Mue, Tourville-sur-Odon, Vacognes-Neuilly, Verson et Vieux.

### La paroisse Saints-Louis-et-Zélie du Sud de Caen
Elle regroupe les clochers de Notre-Dame de la Grâce de Dieu, du Sacré-Cœur de la Guérinière, de Saint-Michel de Vaucelles et de Sainte-Thérèse (frontère nord délimitée d’ouest en est par l’Orne, la voie de chemin de fer et la rue du Marais incluse) à Caen ainsi que les communautés locales catholiques de l'ancienne commune de Roquancourt (rattachée à la commune de Castine-en-Plaine), des communes de Colombelles, Cormelles-le-Royal, Cuverville, Démouville, Fleury-sur-Orne, Fontenay-le-Marmion, Giberville, du hameau de Sainte-Honorine-de-la-Chardrone (rattaché à la commune d'Hérouville-Saint-Clair), des communes d'Ifs, Laize-Clinchamps, May-sur-Orne, Mondeville, Mutrécy, du hameau de Longueval (rattaché à la commune de Ranville qui relève pour le reste de son territoire de la paroisse Saint-Sauveur de la Côte Fleurie), des communes de Saint-André-sur-Orne et Saint-Martin-de-Fontenay.

### La paroisse Saint-Paul en Plaine
Elle regroupe les communautés locales catholiques des communes d’Argences, Banneville-la-Campagne, Bellengreville, Bourguébus, Cagny, Canteloup, des anciennes communes de Hubert-Folie et Tilly-la-Campagne (rattachées à la commune de Castine-en-Plaine), des communes de Cesny-aux-Vignes, Cléville, Émiéville, Frénouville, Grentheville, Janville, Le Castelet, Moult-Chicheboville, Ouézy, Saint-Ouen-du-Mesnil-Oger, Saint-Pair, Saint-Pierre-du-Jonquet, Saint-Samson, Sannerville, Soliers, Touffréville, Troarn, Valambray et Vimont.